# Jan Könemann
Jan Könemann (Schiedam, 27 september 1961) is een voormalig Nederlands voetballer. Hij stond in het Nederlandse betaalde voetbal onder contract bij SVV en speelde bij de amateurs van DCV.

## Loopbaan
Via de jeugdopleiding van SVV kwam hij in het tweede elftal. Aan het einde van het seizoen 1981/82 kreeg hij een kans in de hoofdmacht. Hij maakte als 20-jarige zijn debuut op 21 maart 1982 in de thuiswedstrijd tegen FC Wageningen. Het betekende zijn doorbraak want hij werd direct ook geselecteerd voor het
Olympisch elftal
In zijn eerste volledige seizoen 1982/83 werd hij clubtopscorer met elf doelpunten. Hij trad hiermee in de voetsporen van zijn oom en SVV-icoon Henk Könemann die in de jaren veertig en vijftig veelvuldig de topschutter was.
Hij verruilde SVV in 1988 voor DCV. Met de club uit Krimpen aan den IJssel promoveerde hij in zijn eerste jaar naar de Hoofdklasse, het hoogste amateurniveau. In 1992 keerde hij terug bij SVV dat na de fusie met FC Dordrecht als amateurtak was verder gegaan in de vierde klasse.

## Wedstrijdstatistieken
| Seizoen | Club   | Competitie     | wed. | goals |
| ------- | ------ | -------------- | ---- | ----- |
| 1981/82 | SVV    | Eerste divisie | 10   | 3     |
| 1982/83 | SVV    | Eerste divisie | 27   | 11    |
| 1983/84 | SVV    | Eerste divisie | 30   | 8     |
| 1984/85 | SVV    | Eerste divisie | 23   | 3     |
| 1985/86 | SVV    | Eerste divisie | 32   | 7     |
| 1986/87 | SVV    | Eerste divisie | 24   | 5     |
| 1987/88 | SVV    | Eerste divisie | 21   | 3     |
| Totaal  | Totaal | Totaal         | 167  | 40    |